# Козировичюс, Ромуалдас
Ромуалдас Козировичюс (лит. Romualdas Kozyrovičius; 28 января 1943, Тракай, Литовская ССР) — литовский государственный и дипломатический деятель.

## Биография
До 1962 года учился в Вильнюсском железнодорожном техникуме. В 1979 году окончил Вильнюсский инженерно-строительный институт и получил диплом инженера-экономиста.
В 1960-е годы работал, в частности, в строительном отделе Тракайского управления сельского хозяйства и в строительной компании Министерства сельского хозяйства. В 1970—1980 годах был председателем Вильнюсской строительной организации, а в 1980—1989 годах — заместителем председателя союза стройорганизаций. С 1989 года занимал должность председателя государственного комитета материально-технического снабжения.
В 1990—1991 годах — министр материальных ресурсов в первом правительстве независимой Литвы.
С 1992 по 1993 год работал президентом правления банка Hermis.
С 1993 года — на дипломатической работе; занимал должности посла Литвы в России (1993—1998), госсекретарь Министерства иностранных дел Литвы в 2000—2001 годах, посол в Чехии и Венгрии (2001—2006), с 2007 по 2010 год занимал пост посла в Казахстане, с 2008 года — в Кыргызстане, с 2009 года — в Таджикистане.
После возвращения на родину стал советником генерального директора Литовских железных дорог.